# Державний кордон НДР та ФРН
Державний кордон НДР та ФРН (нім. Innerdeutsche Grenze або Внутрішньонімецький кордон також Німецько-німецький кордон) — державний кордон існував у період із 1949 по 1990 роки державний кордон між двома новоствореними Німецькими республіками: НДР і ФРН. Не дозволяв мешканцям Німецької Демократичної Республіки відвідувати Федеративну Республіку Німеччина або залишати Федеративну Республіку назавжди на Заході до 1989 року через масивні укріплення. Він не включав частину кордону НДР з Берліном, західні сектори якого в Берліні були заблоковані Берлінським муром з 1961 року.
Був одним з найукріпленіших і суворо охоронюваних кордонів у Європі післявоєнного періоду — другої половини XX століття. Одночасно вважався одним із символів Холодної війни та кордоном між двома військово-політичними блоками: НАТО та ОВС.

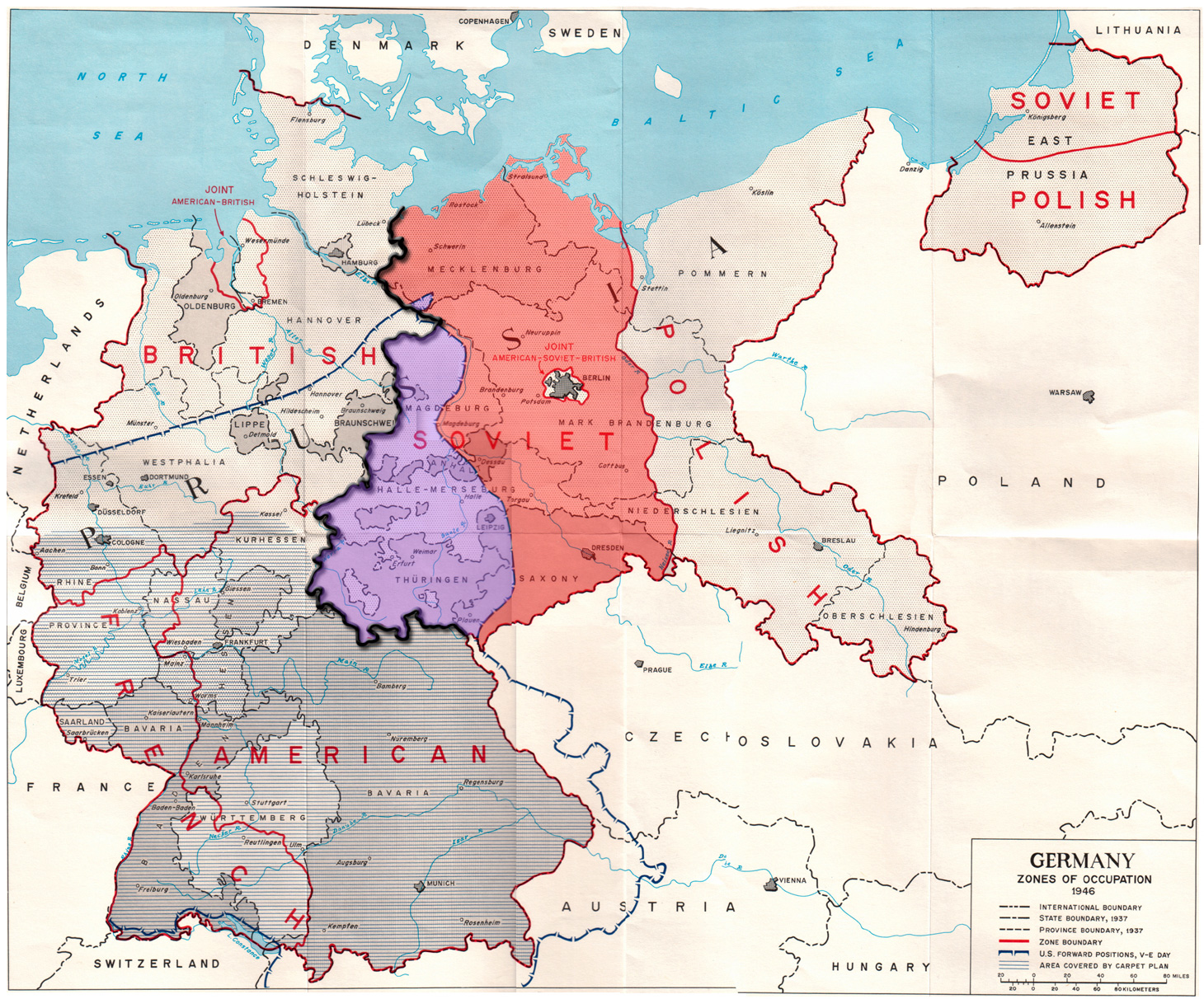
Зони окупації союзників у Німеччині, виділення внутрішнього кордону Німеччини (щільна чорна лінія), початкова радянська окупаційна зона (червона) та територія, з якої війська Великої Британії/США виведені в липні 1945 року (фіолетова). Кордони провінцій, виділені сірим кольором, — це кордони Німеччини до 1933 року до правління нацистської партії та відрізняються від сучасних федеральних земель, створених пізніше.

## Передумови
Після поразки у Другій світовій війні колишню територію нацистської Німеччини було розділено між союзниками з антигітлерівської коаліції на зони окупації: американську, британську, радянську та французьку. Всі ці зони мали досить умовні межі і потрапити з однієї зони в іншу не становило особливих труднощів. Радянський Союз дістав територію Східної Німеччини з німецькими землями: Мекленбург-Передня Померанія, Саксонія-Ангальт, Вільна держава Тюрингія, Вільна держава Саксонія, Бранденбург, а також Східна частина німецької столиці Берліна. У майбутньому 1949 року вся ця територія була проголошена як перша соціалістична німецька держава — Німецька Демократична Республіка. У період з 1945 по 1949 роки, поки Німеччини не існувало як суверенної держави, відносини між союзниками, насамперед між СРСР і Західними країнами, почали псуватися на тлі Холодної війни.

## Створення та зміцнення кордону
Виходячи з невизнання один одного, НДР та ФРН за сприяння союзних їм наддержав почали спорудження внутрішньонімецького кордону. Особливо активно на цьому наполягала радянська сторона, оскільки в СРСР зіткнулись з масовими обсягами міграції німецького населення з радянської зони окупації на захід. Кордон між ФРН та НДР проходив від Любекської затоки Балтійського моря з півночі, далі на південь і схід до спільних кордонів з Баварією (ФРН) та Чехословаччиною. Фактично ділянками кордону між двома Німеччинами були землі ФРН та НДР, які мали спільні кордони. Протяжність кордону становила понад 1378 км. З 1952 року з боку НДР почалося її посилення, що утруднило вільний прохід особливо з території НДР у ФРН. Спочатку кордон з утворенням двох Німеччин, як і раніше, називався демаркаційним, але з 1957 року в НДР він став іменуватися Державний кордон «Захід», у народі «кордон у Західну Німеччину». Охороняти та контролювати кордон із боку НДР були покликані: Народна поліція (у тому числі Транспортна поліція), прикордонні війська, а також добровольці. Усі співробітники, які мали охороняти кордон, ретельно підбиралися і перевірялися, насамперед щодо ідеологічної надійності.

## Влаштування кордону
У різні періоди Німецько-німецький кордон мав різні прикордонні укріплення. Спочатку вона була обладнана примітивними укріпленнями, що складалися з досить простих КПП на автотрасах та дорогах, стовпів з колючим дротом та дерев'яних сторожових вишок. Надалі почали з'являтися паркани з сітки рабиці, протитранспортні рови, протитанкові їжаки та інші укріплення. До 1970-х років кордон все більше став схожим на Берлінську стіну, маючи аналогічні бар'єри.

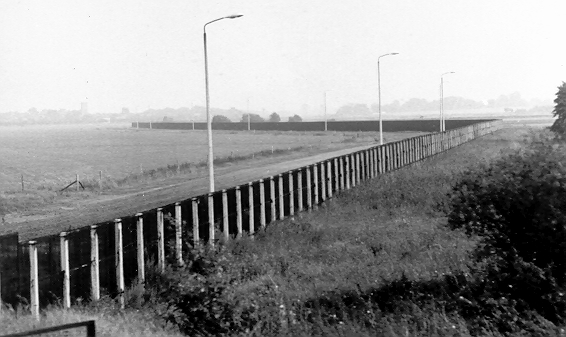
Внутрішньонімецький кордон біля Обісфельде в 1970 році – вид з міжзонального поїзда
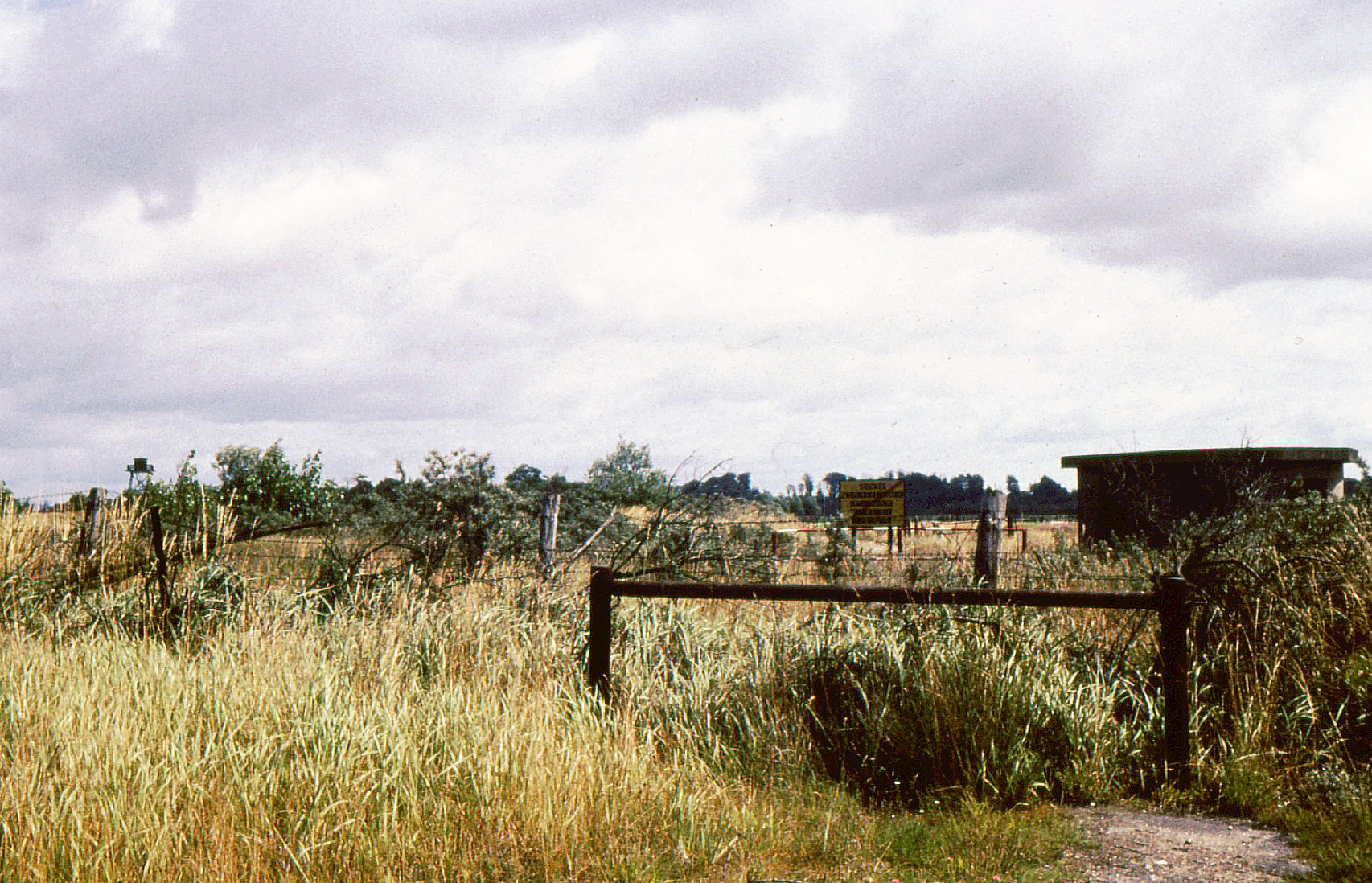
Вид на кордон раннього типу. Дерев'яні укріплення та сторожові вежі. 1961 рік.
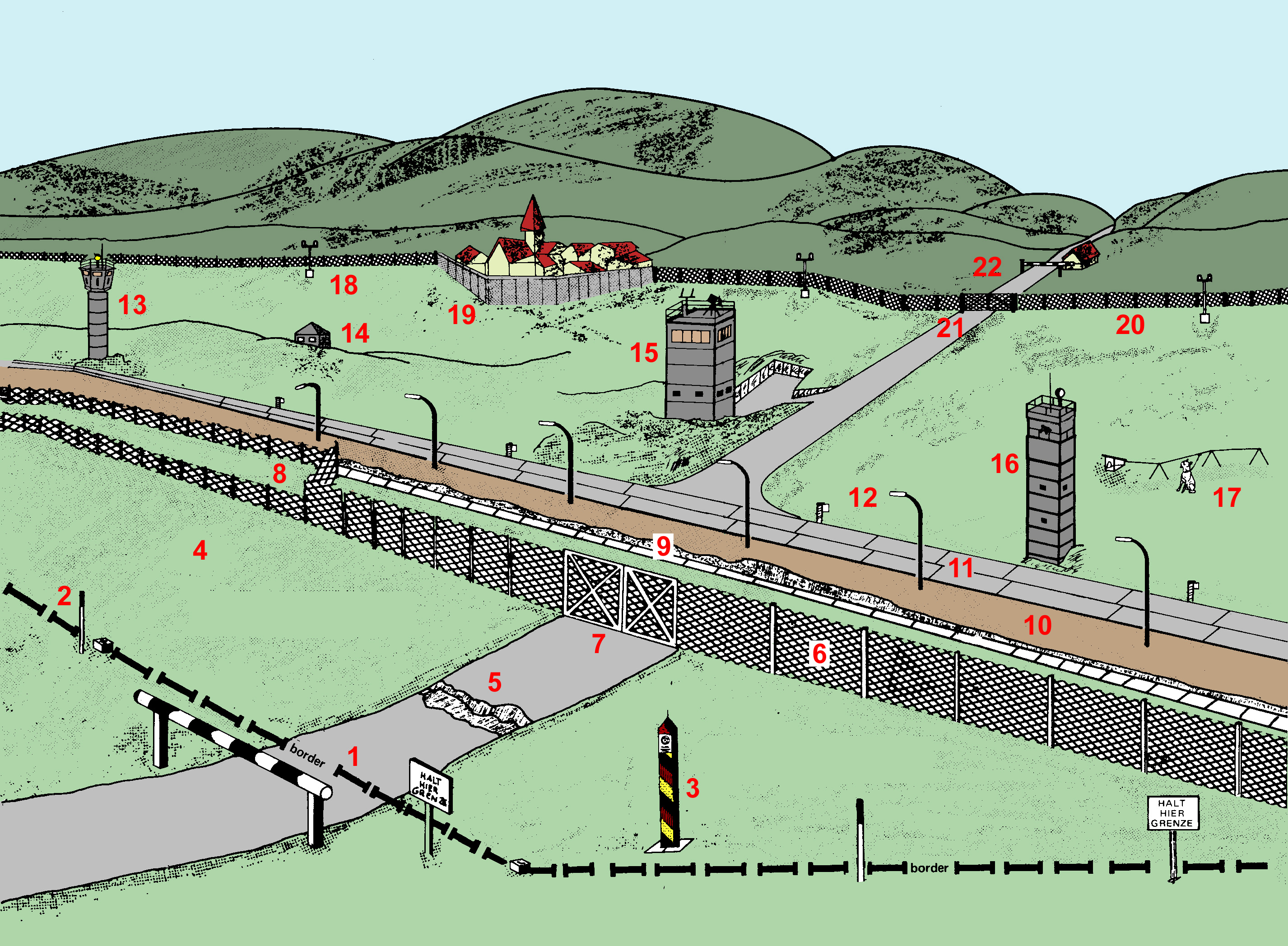
Докладний план зміцнень кордону НДР та ФРН станом на 1984 рік.
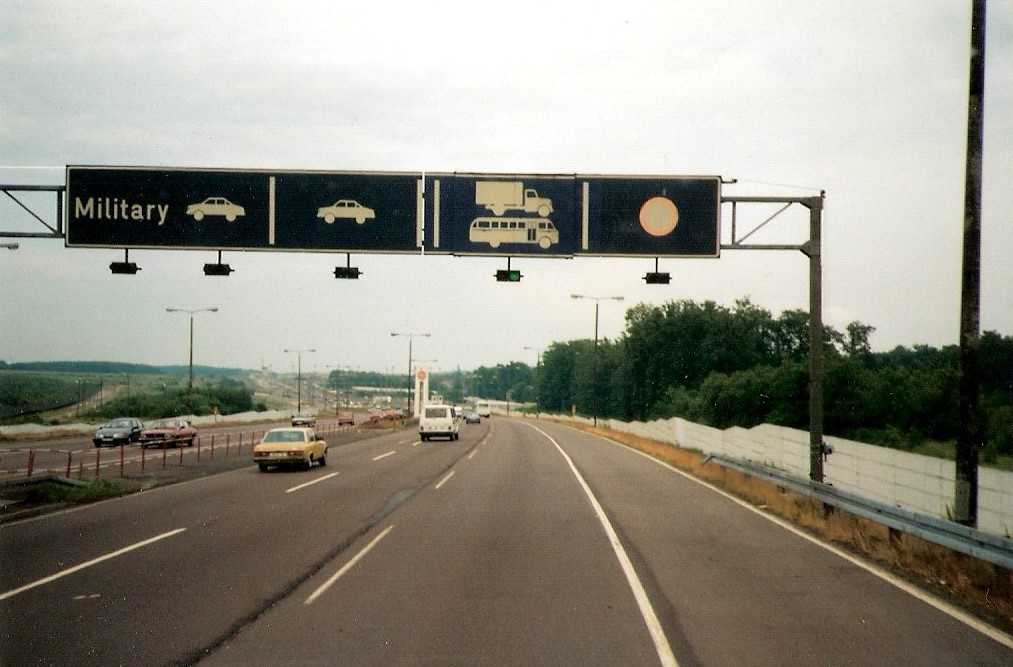
Транзитна траса біля прикордонного переходу Гельмштедт/Марієнборн. 1980-ті роки.
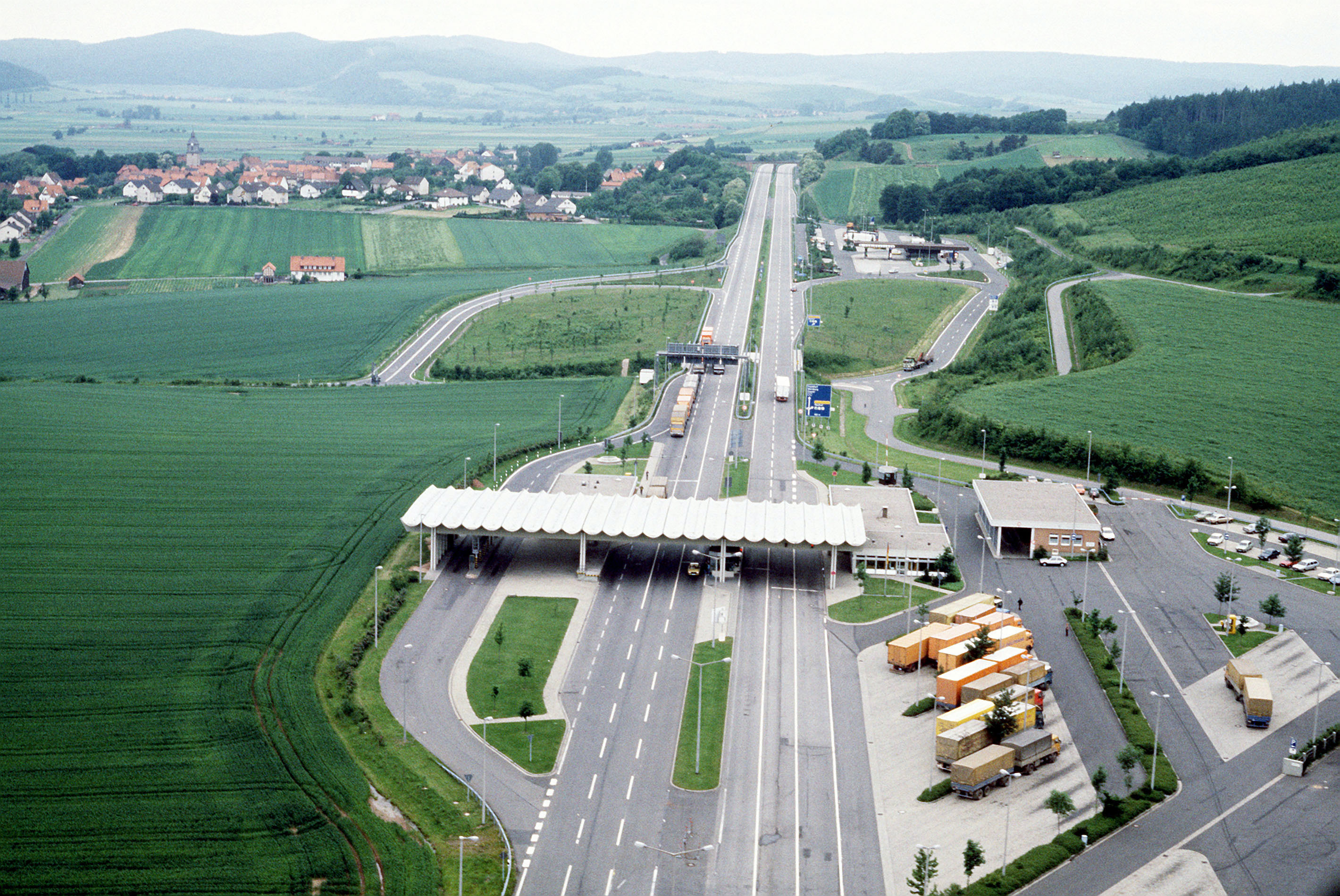
Прикордонний транспортний термінал Герлесгаузен. 1985 рік.
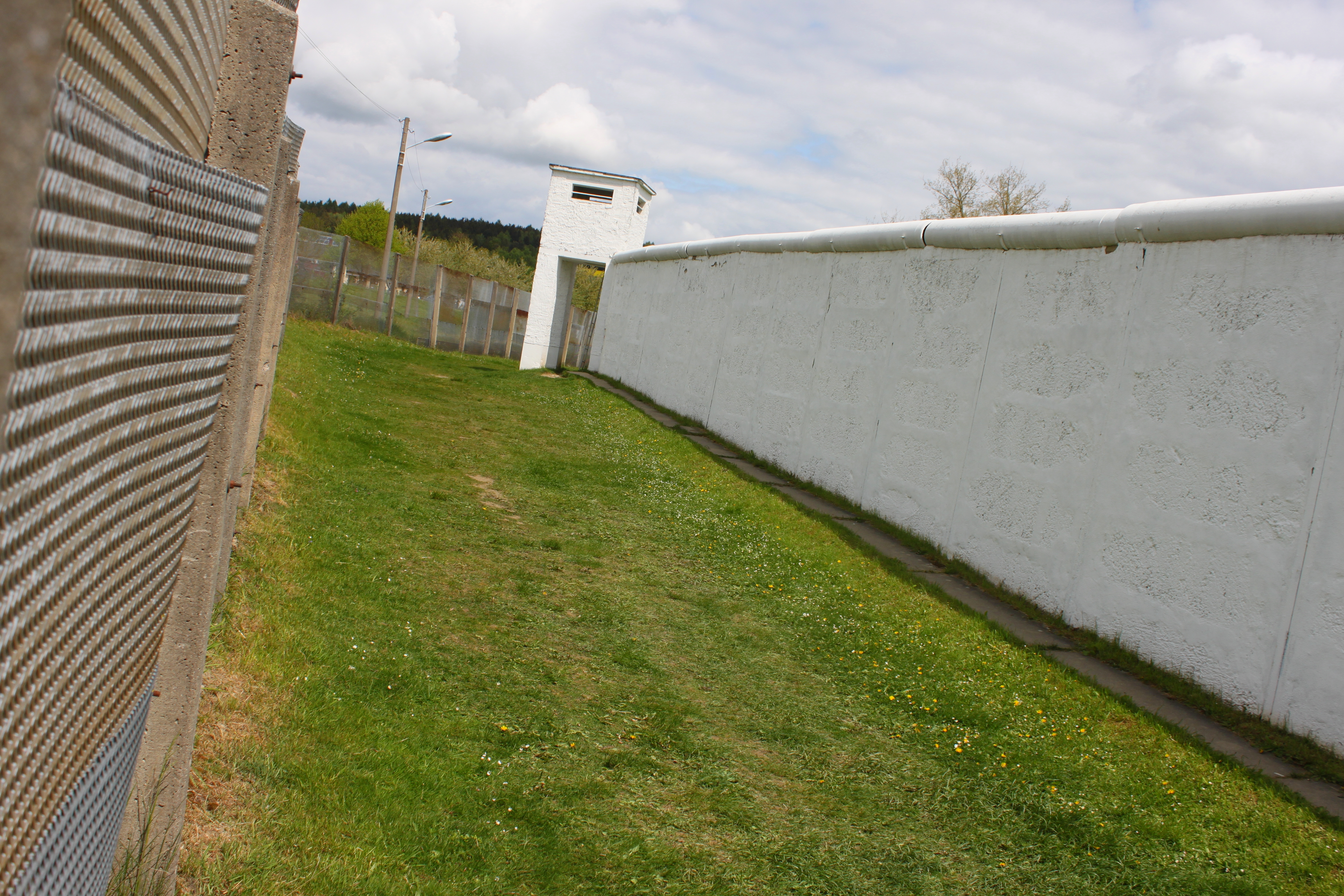
Ділянка кордону, що збереглася до нашого часу.